# Chicosepoy
Chirag Rashmikant Patel (født 20. juli 1984 i Oslo, Norge) bedre kendt som Chicosepoy eller bare Chico er en halvt norsk og halvt indisk rapper i det norske hiphopband Karpe Diem. Han studerer også medier og kommunikation på HiO.